# 深田銀行
深田銀行（ふかだぎんこう）は、明治末期から昭和初期にかけて存在した、日本の私立銀行。本店は東京市日本橋区（現：東京都中央区）室町にあった。
徳川幕府御用達商人であった深田家末裔の深田米次郎が1911年（明治44年）に合名会社形式で開業し、1928年（昭和3年）に愛知銀行（東海銀行の前身の一つ）に営業譲渡するまで存続した。

## 沿革
- 1911年（明治44年）7月1日：深田米次郎により設立
- 1928年（昭和3年）2月3日：解散決議
- 1928年（昭和3年）2月11日：愛知銀行に営業譲渡

## 営業譲渡時の頭取等
- 代表社員：深田謙介
- 出資金：70万円

## 営業譲渡時の店舗網
- 本店

東京市日本橋区室町3丁目8番地
愛知銀行への営業譲渡後は同行室町支店。その後昭和銀行八丁堀支店の譲受と同時に統合し、同行八丁堀支店。東海銀行設立後は、同行八丁堀支店。1945年（昭和20年）京橋支店と改称。
- 支店（1箇店）

千住

## その他
- 深田祐介（作家）は深田家の末裔